# 石坂泰章
石坂 泰章（いしざか やすあき、1956年 - ）は、株式会社 サザビーズジャパン 代表取締役会長兼社長。東京藝術大学非常勤講師。

## 人物
1956年、東京都生まれ。幼少期は日本、アメリカ、イギリス、ドイツで育つ。1980年、成蹊大学法学部卒。1980〜1987年、三菱商事勤務。1987〜2005年、二十世紀美術の画廊を経営。国公立美術館にクールベからリヒターまで幅広く名作を収め、現代美術の企業コレクションを立ち上げる。2005～2014年サザビーズジャパン代表取締役社長を務め、数々の大型取引を手掛けた。2015〜2018年8月アート業界30年の経験を活かし、美術館、個人、企業にコレクションの形成及び売却、展覧会企画を中心にアドバイス。2018年9月からサザビーズジャパン代表取締役会長兼社長。

## 著書
- 『サザビーズ「豊かさ」を「幸せ」に変えるアートな仕事術』講談社 2009
- 『巨大アートビジネスの裏側　誰がムンクの「叫び」を96億円で落札したのか』文藝春秋 2016